# 서울 청련사 신중도
서울 청련사 신중도(서울 淸蓮寺 神衆圖)는 서울특별시 동작구 대방동 청련사에 있는 신중도이다. 2009년 8월 13일 서울특별시의 문화재자료 제49호로 지정되었다.

## 개요
서울시 동작구 대방동 3-8번지에 위치한 청련사는 창건관련 기록이나 유물은 전하지 않으나 불화의 조성기록과 자료조사 결과 1910년대부터는 현위치에 존재했을 것으로 추정된다. 이 불화는 화기에 의하면 대시주 천씨, 서씨, 마씨, 정씨 등이 시주하여 1906년에 조성된 것을 알 수 있으며 봉안처는 기록되어 있지 않지만, 1914년 아미타불도의 시주자 명단과 중복되는 것으로 미루어 시흥 청련암(현 청련사)에 봉안했던 것으로 추정된다.
화면은 가운데의 위태천을 향해 보살형의 범천과 제석천 등이 배열되어 있는데 갑옷을 입고 삼지창을 든 정면향의 위태천을 화면 가득히 전신을 크게 강조하고, 두광 좌우에 합장한 범천과 제석천을 보다 작게 상반신만 묘사한 점이 특징적이다. 그 밖에 동자 2구와 무장 등의 권속들은 위태천을 바라보고 있는 도상이다. 전체적으로 적색을 주조색으로 사용하고 청색과 녹색, 흰색으로 설채하였고 얼굴에는 음영을 표현하였다. 이 불화는 문양이 거의 없는 담채 느낌의 1914년 조성 아미타불도에 비해 단청의 채색과 세밀한 문양등에서 확연한 차이가 나는데, 붉은색 계열이 보다 많이 사용되었다.
화기는 다음과 같다.
<화기>

大施主 坤命壬子生 千氏 坤命戌午生 徐氏

坤命庚戌生 馬氏 坤命甲寅生 鄭氏 坤命

乙卯生 薛氏 靑信女壬子生 李氏宝賢行

乾命壬申生金氏 坤命庚午生梁氏 兩位

光武丙午七月日 化主 釋晶 和龍峯堂 謹祝

1906년에 조성된 이 신중도는 시주자와 제작년월일 등의 화기가 남아있으며 붉은 색이 주조색으로 사용되었고, 범천과 제석천보다 위태천이 강조된 희귀한 자료로, 20세기 초 신중도 도상 연구에 귀중한 자료이므로 서울시 문화재자료로 지정한다.

## 참고 문헌
- 청련사 신중도 - 국가유산청 국가유산포털